# خیابان برمه (جرج تاون)
خیابان برمه، جرج تاون (انگلیسی: Burmah Road, George Town) یک گذرگاه اصلی در شهر جرج تاون ایالت پنانگ مالزی است. این خیابان، یکی از خیابان‌های اصلی است که مسیر مرکز شهر به بیرون شهر، که از مرکز شهر جرج تاون به سوی پولائو تیکوس امتداد یافته‌است، را در دسترس قرار می‌دهد. در مسیر بخش غربی این خیابان، خیابان برمه به طول ۳٫۷ کیلومتر (۲٫۳ مایل) از مرکز پولائو تیکوس عبور می‌کند، و هم چنین به عنوان گذرگاه اصلی به مقصد حومهٔ شهر به کار گرفته می‌شود.